# Bouhans-et-Feurg
Bouhans-et-Feurg és un municipi francès situat al departament de l'Alt Saona i a la regió de Borgonya - Franc Comtat. L'any 2007 tenia 258 habitants.

## Demografia

### Població
El 2007 la població de fet de Bouhans-et-Feurg era de 258 persones. Hi havia 106 famílies, de les quals 32 eren unipersonals (16 homes vivint sols i 16 dones vivint soles), 29 parelles sense fills, 29 parelles amb fills i 16 famílies monoparentals amb fills.
La població ha evolucionat segons el següent gràfic:
Habitants censats

### Habitatges
El 2007 hi havia 124 habitatges, 107 eren l'habitatge principal de la família, 7 eren segones residències i 10 estaven desocupats. 122 eren cases i 2 eren apartaments. Dels 107 habitatges principals, 94 estaven ocupats pels seus propietaris, 9 estaven llogats i ocupats pels llogaters i 4 estaven cedits a títol gratuït; 4 tenien dues cambres, 7 en tenien tres, 29 en tenien quatre i 67 en tenien cinc o més. 78 habitatges disposaven pel capbaix d'una plaça de pàrquing. A 48 habitatges hi havia un automòbil i a 45 n'hi havia dos o més.

### Piràmide de població
La piràmide de població per edats i sexe el 2009 era:
| Homes | Edats   | Dones |
| ----- | ------- | ----- |
| 0     | 95 o +  | 0     |
| 0     | 90 a 94 | 0     |
| 4     | 85 a 89 | 4     |
| 0     | 80 a 84 | 8     |
| 0     | 75 a 79 | 4     |
| 8     | 70 a 74 | 0     |
| 8     | 65 a 69 | 4     |
| 4     | 60 a 64 | 4     |
| 4     | 55 a 59 | 20    |
| 8     | 50 a 54 | 8     |
| 8     | 45 a 49 | 4     |
| 8     | 40 a 44 | 8     |
| 20    | 35 a 39 | 20    |
| 0     | 30 a 34 | 4     |
| 8     | 25 a 29 | 8     |
| 4     | 20 a 24 | 4     |
| 12    | 15 a 19 | 8     |
| 4     | 10 a 14 | 8     |
| 12    | 5 a 9   | 4     |
| 8     | 0 a 4   | 8     |

## Economia
El 2007 la població en edat de treballar era de 160 persones, 113 eren actives i 47 eren inactives. De les 113 persones actives 104 estaven ocupades (61 homes i 43 dones) i 9 estaven aturades (1 home i 8 dones). De les 47 persones inactives 17 estaven jubilades, 15 estaven estudiant i 15 estaven classificades com a «altres inactius».

### Ingressos
El 2009 a Bouhans-et-Feurg hi havia 111 unitats fiscals que integraven 291,5 persones, la mediana anual d'ingressos fiscals per persona era de 15.947 €.

### Activitats econòmiques
Dels 6 establiments que hi havia el 2007, 2 eren d'empreses de fabricació d'altres productes industrials, 2 d'empreses de construcció, 1 d'una empresa de serveis i 1 d'una entitat de l'administració pública.
L'únic servei als particulars que hi havia el 2009 era un guixaire pintor.
L'any 2000 a Bouhans-et-Feurg hi havia 15 explotacions agrícoles que ocupaven un total de 776 hectàrees.

## Poblacions més properes
El següent diagrama mostra les poblacions més properes.